# Amt Bornhöved
Das Amt Bornhöved ist ein Amt im Kreis Segeberg in Schleswig-Holstein.
Das Amt hatte zunächst sieben Gemeinden und seinen Verwaltungssitz in Bornhöved. Im Zuge der Schleswig-Holsteinischen Verwaltungsstrukturreform schloss sich zum 1. Januar 2008 die Gemeinde Trappenkamp, die dann auch Verwaltungssitz wurde, dem Amt an.

## Amtsangehörige Gemeinden
| 1. Bornhöved 2. Damsdorf 3. Gönnebek 4. Schmalensee | 1. Stocksee 2. Tarbek 3. Tensfeld 4. Trappenkamp |

## Wappen
Blasonierung: „Von Rot und Blau durch ein schmales silbernes Wellenband, bestehend aus einem halben Wellental, einem abgeflachten Wellenberg und einem halben Wellental, gesenkt geteilt. Oben eine goldene Schale, der eine achtstrahlige silberne Fontäne entspringt, unten eine goldene Rapsblüte, belegt mit einer achtblättrigen blauen Kornblume.“

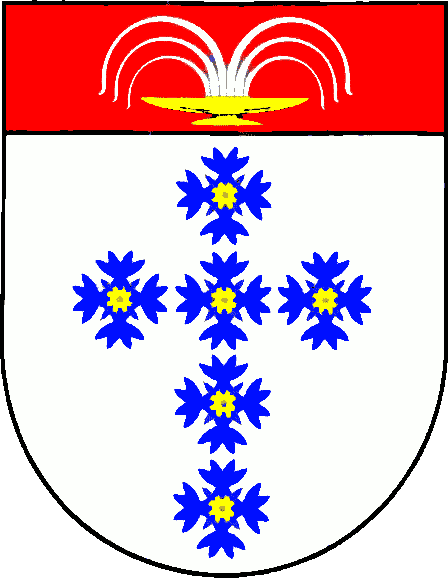
Altes Wappen

### Ehemaliges Wappen
Bis zum 2. September 2009 führte das Amt das 1991 genehmigte Wappen mit folgender Blasonierung: „Unter rotem Schildhaupt, darin eine goldene Brunnenschale, aus der beiderseits drei bogenförmige silberne Strahlen aufsteigen und seitlich des Randes niederfallen, in Silber sechs in der Form eines lateinischen Kreuzes angeordnete Kornblumenblüten mit blauen Blütenblättern, grünen Kelchblättern und goldenem Blütengrund.“